# 냠코 사부니

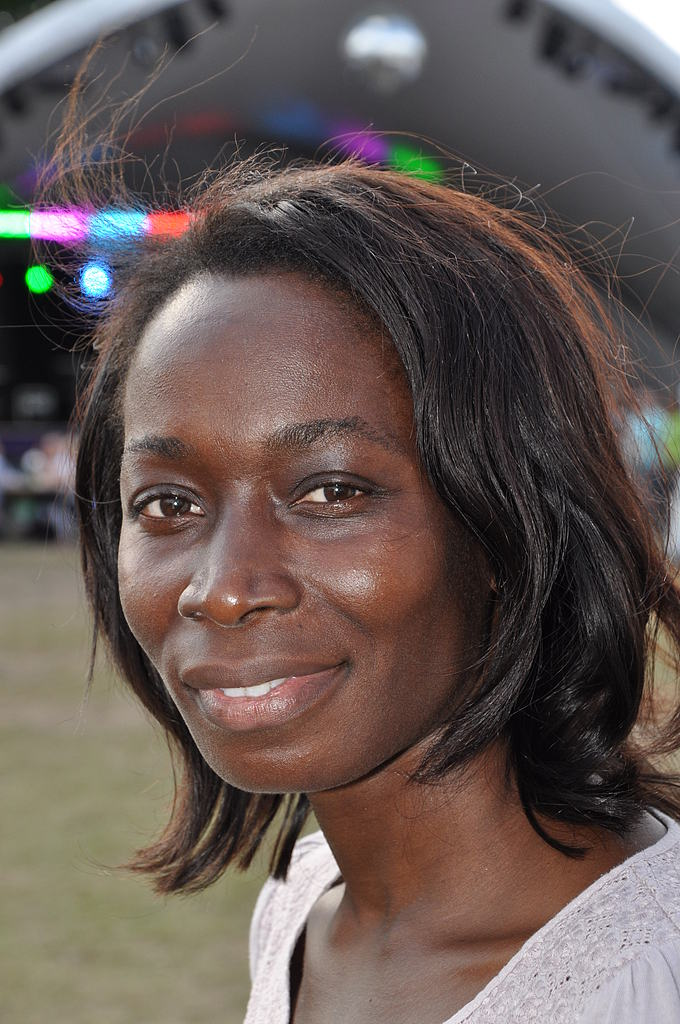
냠코 사부니

냠코 아나 사부니(스웨덴어: Nyamko Ana Sabuni, 1969년 3월 31일 ~ )는 스웨덴의 정치인으로 2019년 6월부터 자유당의 대표이다. 자유당원이자 스웨덴 국회의원을 역임한 그는 스웨덴 최초의 소수민족 출신 국회의원이자 동시에 난민 출신 당대표이기도 하다.

## 생애
냠코 사부니는 부룬디 부줌부라 출신으로 그의 아버지는 자이르(현재의 콩고 민주 공화국)에서 좌익 정치인으로 활동하다가 외국으로 망명한 이력을 갖고 있다. 사부니의 아버지는 기독교도이고 어머니는 무슬림이다. 사부니의 가족은 1981년에 스웨덴에서 난민으로 인정받은 이후에 스톡홀름 북부 근교에 거주했다.
웁살라 대학교에서 법학을 전공했고 에스킬스투나 멜라르달렌 대학교에서 이민 정책을, 스톡홀름 베르그스 통신학교에서 정보통신을 전공했다. 2002년에는 스웨덴 의회 의원으로 선출되었고 2006년부터 2010년까지 통합부 장관을, 2006년부터 2013년까지 양성평등통합부 장관을 역임했다. 하지만 양성평등통합부 장관 재직 시절에 이슬람교에 비판적인 입장을 표명하여 스웨덴의 무슬림 공동체로부터 거센 항의를 받기도 했다.

## 같이 보기
- 성평등